# Santa Rosa del Sara
Santa Rosa del Sara es una pequeña ciudad y municipio de Bolivia, ubicado en la provincia Sara del departamento de Santa Cruz. Perteneció a la antigua Misión Jesuítica de Moxos. El municipio tiene una superficie de 4.085 km² y cuenta con una población de 19.217 habitantes (según el Censo INE 2012).

## Historia
Santa Rosa fue fundada en 1764 por el misionero jesuita Gabriel Díaz, junto a Esteban Arroyo e indígenas de la nación chiriguana, tres años antes de la expulsión de los misioneros de la Compañía de Jesús, en tierras que eran parte de una las estancias de la misión de los Santos Desposorios de Buena Vista. Ambas misiones dependían de Moxos.
El municipio fue creado mediante Ley del 8 de abril de 1926 durante el gobierno de Hernando Siles.

## Geografía
Santa Rosa del Sara se sitúa a unos 120 km de Santa Cruz de la Sierra, y a 48 km de Portachuelo, capital de la provincia Sara.
El municipio ocupa la mitad septentrional de la provincia Sara y limita al este con la provincia Obispo Santistevan, al sur con el municipio de Portachuelo, y al oeste con la provincia Ichilo.

## Demografía
De acuerdo con el censo boliviano de 2024, la población del municipio de Santa Rosa del Sara es de 17 984 habitantes.
La población del municipio casi se duplicó entre 1992 y 2012, pero se estancó hasta 2024:
| Año  | Habitantes (municipio) | Fuente |
| ---- | ---------------------- | ------ |
| 1992 | 9.248                  | Censo  |
| 2001 | 15.052                 | Censo  |
| 2012 | 18.324                 | Censo  |
| 2024 | 17.984                 | Censo  |

## Economía
El terreno en esta zona es apto para la agricultura. Su economía se basa en la producción agrícola, pecuaria y forestal. Los principales cultivos son el arroz, maíz, soya, frejol, yuca y plátano, destinados principalmente al consumo interno; los excedentes de arroz son comercializados. La actividad pecuaria se enfoca en la cría de aves de corral, y de ganado bovino, porcino, ovino y caprino. La ganadería en menos escala es utilizada para el consumo doméstico. 
Por la existencia de recursos forestales, la población se dedica al trabajo en aserraderos y carpinterías. Diversas especies de árboles maderables proveen de materia prima para la construcción.
La reserva forestal El Choré facilita el desarrollo de una variada flora y fauna.
El municipio tiene un potencial hidrocarburífero, especialmente de gas natural, que puede aprovecharse en sistemas renovables, tales como el biogás, y la energía eólica, hídrica y solar.
El potencial pecuario es notable, sobre todo para la producción de leche y queso; en este sentido, existen proyectos orientados al incremento de la producción y la construcción de lecherías. Los recursos hídricos son abundantes; además, cuenta con muchas corrientes de agua subterránea de poca profundidad.